# Gerrhopilus andamanensis
Gerrhopilus andamanensis är en ormart som beskrevs av Stoliczka 1871. Gerrhopilus andamanensis ingår i släktet Gerrhopilus och familjen Gerrhopilidae. Inga underarter finns listade i Catalogue of Life.
Arten förekommer på Andamanerna (Indien). Honor lägger ägg. Ormen lever i låglandet upp till 150 meter över havet. Exemplaren vistas i olika slags skogar. Gerrhopilus andamanensis gräver i lövskiktet och i det översta jordlagret.
Det är inget känt om populationens storlek och möjliga hot. IUCN listar arten med kunskapsbrist (DD).